# Еди (окръг, Северна Дакота)
Вижте пояснителната страница за други значения на Еди.
Окръг Еди (на английски: Eddy County) е окръг в щата Северна Дакота, Съединени американски щати. Площта му е 1800 km², а населението - 2316 души (2017). Административен център е град Ню Рокфорд.